# Popor

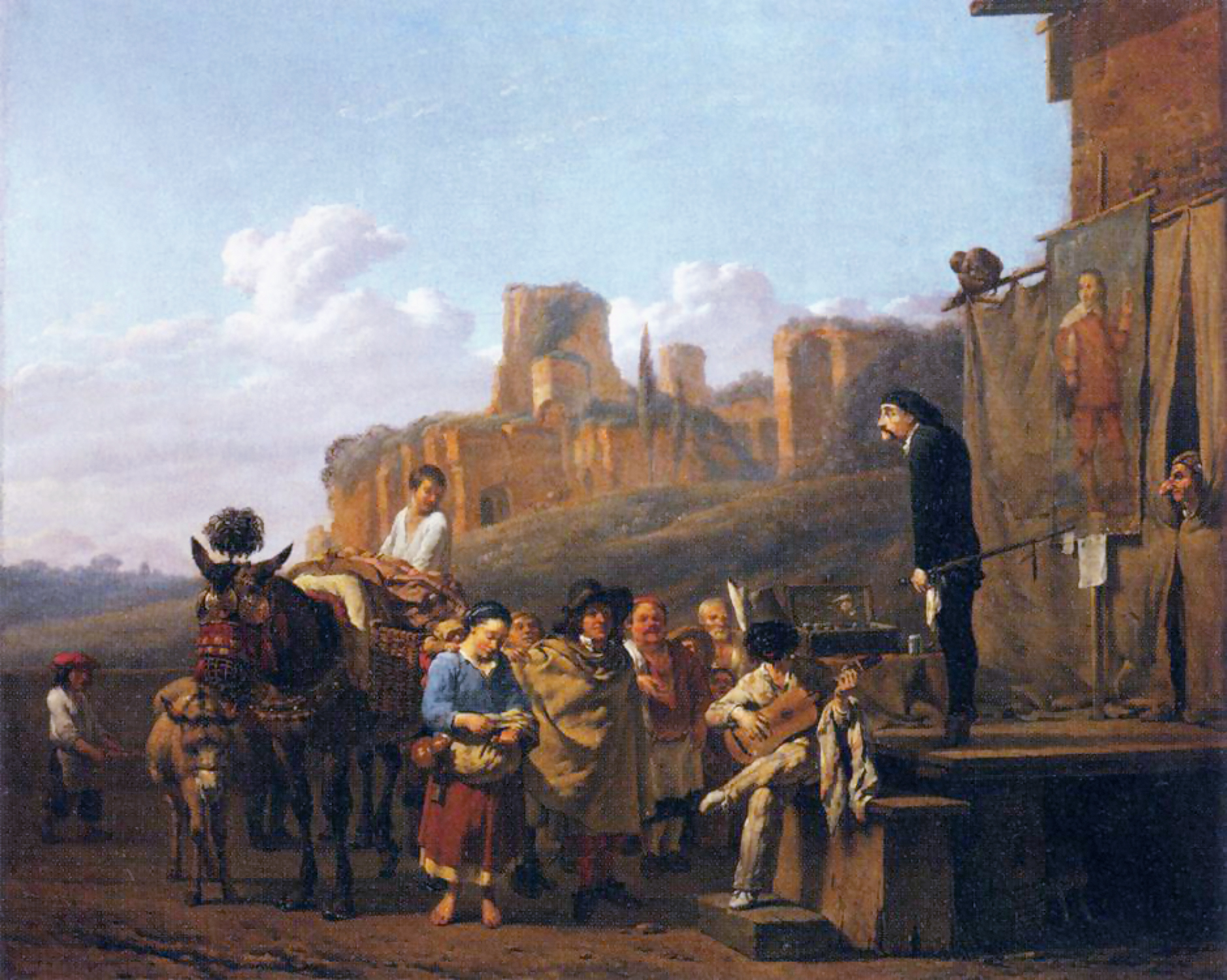
Karel Dujardin: Commedia dell'Arte, 1657. – Până în secolul XVIII se organizau teatre ale poporului (populare), ambulante, sub cerul liber sau în săli improvizate

Termenul popor (în limba greacă: demos) a fost folosit pentru un grup de oameni cu anumite trăsături comune (în primul rând limbă și datini) care trăiesc împreună pe un areal geografic. Acest termen este confundat uneori cu un termen mai restrâns apărut ulterior - națiunea.
Din acest termen provin o serie de expresii ca:
- Popor migrator sau popor nomad.
- Oameni din popor oamenii de rând, o mulțime de oameni, sau termeni de dispreț, depreciativi - plebea, gloata.
- Teatrul poporului (popular), cu alte cuvinte teatrul tuturor.
- Muzica sau dansurile populare ce aparțin de folclor.

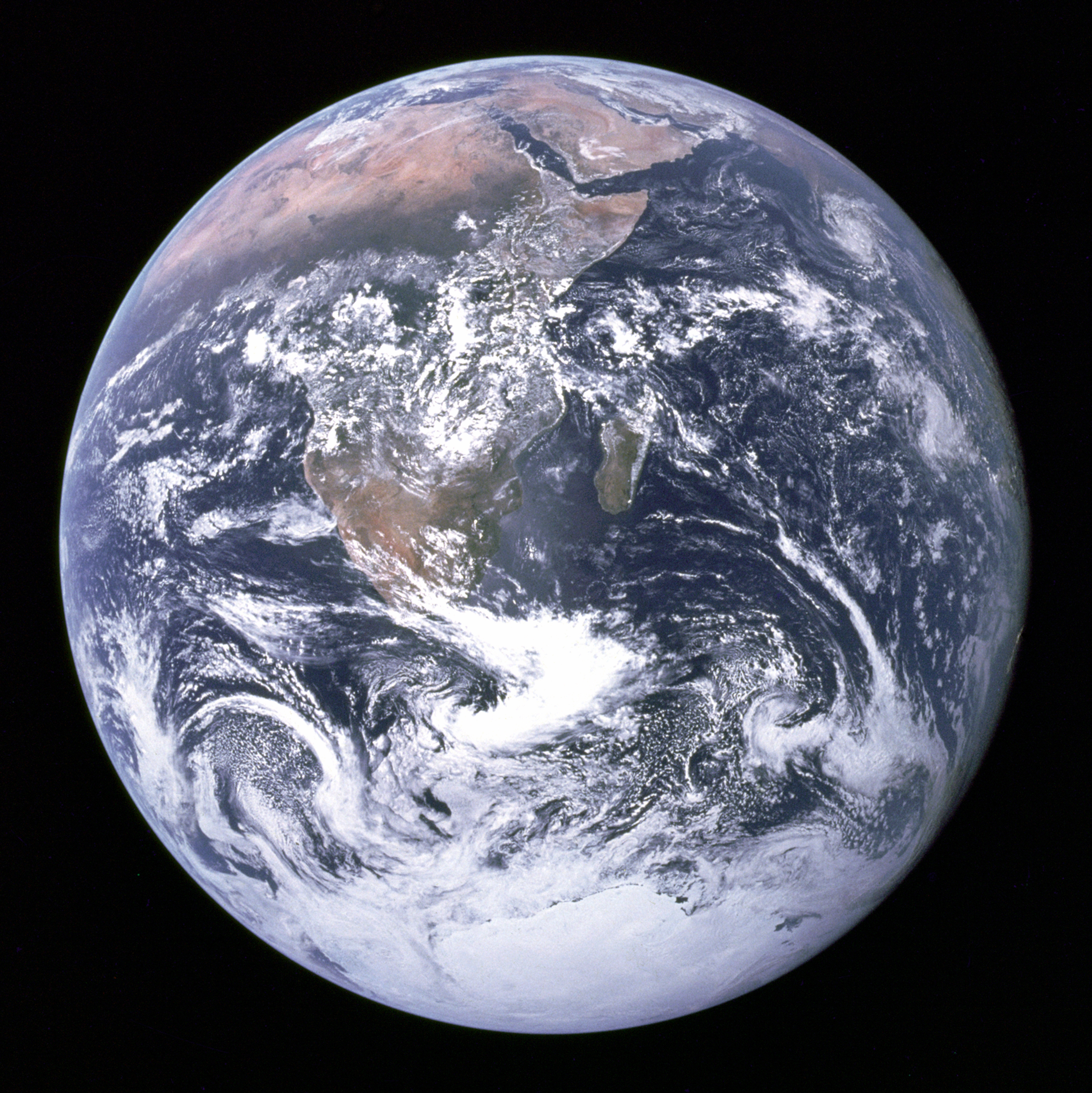
Globul pământesc văzut de pe sonda spațială Apollo 17.

Termenul „popor” a fost folosit de-a lungul istoriei și în contexte de propagandă naționalistă, inclusiv în scopuri rasiste și antisemite, pentru a justifica acțiuni violente și masacre împotriva altor grupuri etnice și naționale.
De asemenea, în gărzile și mișcările naționaliste extremiste din diverse perioade istorice, termenul „popor” a fost folosit pentru a promova idei de superioritate națională sau rasială și pentru a justifica violența împotriva celor considerați „străini” sau „inamicii poporului”. În multe cazuri, acest limbaj a fost folosit pentru a spori sentimentul de apartenență la o grupare etnică considerată „pură” și pentru a induce o ură profundă față de alte grupuri.
Astfel, „poporul” nu este un termen neutru din punct de vedere politic și poate fi manipulat în scopuri de manipulare socială, etnică sau politică, în special în regimuri autoritare sau naționaliste.
Exemple similare pot fi găsite și în alte regimuri care au folosit ideea de „popor” pentru a justifica masacre și politici de excludere, cum ar fi în Uniunea Sovietică sau în diverse mișcări fasciste din Europa interbelică  .

## Exemple de popoare

### A
abazi, abisinieni, afar, afgani, afifi, afrikaneri, ainu, akka, albanezi, alemani, americani, amoriți, angli, anglo-saxoni, apași, arabi, arieni, armeni, arverni, asa, asirieni, asmați, așanti, australieni, austrieci, avari, aymara, azteci

### B
babilonieni, baltici, bantu, basci, basuto, bașkiri, bavari, beciuani, belgieni, beluci, bengalezi, berberi, birmanezi, bisaya, boșimani, botocuzi, bretoni, britoni, bulgari, burgunzi, burhikuni, buri, buriați

### C
cabili, cafri, calmuci, canaci, canadieni, caribi, chatti, caucazieni, cazaci, ceceni, cehi, celți, cerchezi, cherokee, cherusci, chewsuri, chinezi, cimbri, ciuvași, copți, coreeni, corsicani, creoli, croați, cumani

### D
daci, dahome, dakota, dama, damara, danezi, dorieni, druzi

### E
egipteni, elvețieni, englezi, eschimoși, estonieni, etiopieni, etrusci, evenci, evrei, ewe

### F
falași, felaci, fenicieni, finlandezi, flamanzi, francezi, franci, frisoni, filisteni

### G
gali, georgieni, gepizi, germani, geți, giljaci, goți, greci, gurkha

### H
herero, hinduși, hotentoți, huni

### I
iafetizi, iakuți, iberici, indieni, indogermani, indonezieni, ionieni, irakieni, iranieni, irlandezi, irochezi, islandezi, israelieni, italici, italieni, itelmeni

### J
japonezi, javanezi

### K
kaffi, kazahi, kirghizi, kolla, komi, koraiți, korani, kru, kuri, kurzi

### L
ladini, laoțieni, laponi, latini, letoni, levantini, libanezi, libieni, lituanieni, lombarzi

### M
maba, macedonieni, madi, maghiari, maja, malaiezi, malgași, maori, masai, mauri, mayași, mazuri, merkiți, mexicani, mohicani, moldoveni, monegasci, mongoli
Notă. Maghiarii se numesc și unguri.

### N
naga, naimani, nama, ndau, nervi, niam-niam, normanzi, norvegieni, nubieni

### O
olandezi, onguți, oseți, ostiaci, ostrogoți, otomani, ovambo

### P
pakistanezi, papuași, perși, peruani, polinezieni, polonezi, portughezi

### R
romani, români, ruși, ruteni

### S
sakalavi, salieni, san, santali, sârbi, sarmați, sarzi, saxoni, sciți, scoțieni, selgiuci, semiți, siamezi, singhalezi, sirieni, slavi, slovaci, sloveni, somalezi, sorbi, spanioli, suedezi, sumo, swazi, șvabi

### T
tadjici, taiuți, tamili, tătari, teutoni, thai, tibetani, tibu, traci, tuaregi, tukulori, tunguși, tunisieni, turci, turkmeni

### U
ubi, ucraineni, uiguri, umbri, unguri, uzbeci

### V
valahi, valoni, vandali, vedda, venzi, vietnamezi, vikingi, vlami

### W
wagwangara, walisi, waluta

### X
xhosa

### Z
zapoteci, zulu